# Siergiej Sirgist
Siergiej Wiktorowicz Sirgist, ros. Сергей Викторович Сигрист (ur. w 1897 r., zm. w 1986 r.) – rosyjski, a następnie radziecki naukowiec, wykładowca akademicki i pisarz, działacz antysowiecki podczas II wojny światowej, emigracyjny działacz. monarchistyczny.

## Życiorys
Na początku 1917 r. ukończył imperatorską uczelnię prawa w Petersburgu. Specjalizował się w prawie międzynarodowym i historii rosyjskiej dyplomacji. W latach 20. wykładał na wydziale prawniczym uniwersytetu leningradzkiego. Jednocześnie był wykładowcą akademickim w innych uczelniach Leningradu. Został doktorem prawa międzynarodowego. Był docentem uniwersytetu w Kazaniu. Napisał książki pt. "U poroga wojny: Bałkany, kak oczag jewropiejskij stołknowienij" (1924) i "Wnieszniaja torgowaja politika SSSR w mieżdunarodnych dogoworach" (1927). Na przełomie 1930/1931 r. został aresztowany przez OGPU, po czym skazano go na karę 5 lat łagrów. Po wypuszczeniu na wolność na początku 1941 r., zamieszkał na prowincji, nie kontynuując kariery naukowej. Po ataku wojsk niemieckich na ZSRR 22 czerwca 1941 r., został zmobilizowany do Armii Czerwonej. Służył w batalionie karnym. Dostał się do niewoli niemieckiej, po czym podjął kolaborację z okupantami. W 1944 r. ewakuował się do Niemiec. Na przełomie 1944/1945 r. prowadził agitację antykomunistyczną wśród żołnierzy Ochotniczego Pułku SS "Wariag", działającego w okupowanej Słowenii. Odbył też szereg spotkań z czołowymi działaczami i wojskowymi Rosyjskiego Ruchu Wyzwoleńczego. Po zakończeniu wojny wyjechał do Włoch, gdzie jako profesor wykładał literaturę rosyjską. Działał w Ruchu Ludowo-Monarchistycznym, zostając sekretarzem generalnym organizacji. W 1961 r. pod pseudonimem Aleksiej Rostow została opublikowana jego książka pt. "Istorija KPSS".